# أليساندرو اياكوبوتشي
أليساندرو اياكوبوتشي (بالإيطالية: Alessandro Iacobucci)‏ (3 يونيو 1991 ببسكارا في إيطاليا - ) هو لاعب كرة قدم إيطالي في مركز حراسة المرمى. شارك مع منتخب إيطاليا تحت 19 سنة لكرة القدم ومنتخب إيطاليا تحت 20 سنة لكرة القدم ومنتخب إيطاليا لكرة القدم للدرجة الثانية ‏. أما مع النوادي، فقد لعب مع نادي بارما ونادي سبيزيا ونادي سيينا ونادي مانتوفا ونادي سودتيرول ولاتينا كالتشيو ونادي فيرتوس إينتيلا.

## روابط خارجية
- أليساندرو اياكوبوتشي على موقع قاعدة بيانات كرة القدم.إي يو (الإنجليزية)
- أليساندرو اياكوبوتشي على موقع Soccerbase.com (لاعب) (الإنجليزية)
- أليساندرو اياكوبوتشي على موقع Soccerway.com (الإنجليزية)
- أليساندرو اياكوبوتشي على موقع عالم كرة القدم.نت (الإنجليزية)
- أليساندرو اياكوبوتشي على موقع AS.com (الإسبانية)